# Блумфонтејн
Блумфонтејн (енгл. Bloemfontein) је главни град покрајине Фри Стејт у Јужноафричкој Републици, такође је један од три главна града те државе, у којем је седиште судске власти. Блумфонтејн је песнички популаран као „град ружа“ због обиља овог цвећа, као и због годишњег фестивала ружа који се одржава у њему.
Град се налази на надморској висини од 1.395 метара. Сам град има 369.568 становника, док локална општина Мангуанг има 645.455 становника.
У Блумфотејну је рођен 1892. Џ. Р. Р. Толкин, аутор Господар прстенова